# 江井町
江井町（えいちょう）は、兵庫県津名郡にあった村。現在の淡路市江井・柳澤にあたる。本項では町制前の名称である江井村（えいむら）についても述べる。

## 地理
- 海洋：播磨灘
- 岬：江井崎
- 山岳：熊野山
- 河川：柳沢川

## 歴史
- 1889年（明治22年）4月1日 - 町村制の施行により、垂井村・柳沢村の区域を以って津名郡江井村が発足。
- 1923年（大正12年）4月1日 - 町制施行して江井町となる。
- 1955年（昭和30年）3月31日 - 郡家町・尾崎村・多賀村と合併して一宮町が発足。同日江井町廃止。